# Magnolia officinalis
Espèce
Synonymes
- Houpoea  officinalis (Rehder & E.H. Wilson) N.H. Xia & C.Y. Wu
- Magnolia officinalis subsp. biloba (Rehder & E.H. Wilson) Y.W. Law

Statut de conservation UICN

 EN A2bd : En danger
Magnolia officinalis est une espèce de plantes à fleurs de la famille des Magnoliacées. C'est un arbre présent en Chine.

## Description
C'est un arbre à feuilles caduques pouvant atteindre 20 m de hauteur. Les feuilles ovales font de 20 à 40 cm de long et de 11 à 20 cm de large.

## Répartition et habitat
On trouve l'espèce dans les vallées et montagnes chinoises de 300 à 1500 m d'altitude.

## Liste des sous-espèces et variétés
Selon World Checklist of Selected Plant Families (WCSP) (31 décembre 2013) :
- Magnolia officinalis Rehder & E.H.Wilson (1913)
  - variété Magnolia officinalis var. biloba Rehder & E.H.Wilson (1913)
  - variété Magnolia officinalis var. officinalis

Selon NCBI (31 décembre 2013) :
- sous-espèce Magnolia officinalis subsp. biloba
- variété Magnolia officinalis var. officinalis

Selon The Plant List (31 décembre 2013) :
- variété Magnolia officinalis var. biloba Rehder & E.H.Wilson
- variété Magnolia officinalis var. officinalis

Selon Tropicos (31 décembre 2013) (Attention liste brute contenant possiblement des synonymes) :
- sous-espèce Magnolia officinalis subsp. biloba (Rehder & E.H. Wilson) Cheng & Law in W. C. Cheng
- sous-espèce Magnolia officinalis subsp. officinalis
- variété Magnolia officinalis var. biloba Rehder & E.H. Wilson
- variété Magnolia officinalis var. glabra D.L. Fu, T.B. Zhao & H.T. Dai
- variété Magnolia officinalis var. officinalis
- variété Magnolia officinalis var. pubescens C.Y. Deng

## Utilisation
L'écorce fortement aromatique, prélevée sur les tiges, branches et racines est utilisée dans la médecine chinoise traditionnelle où on le nomme "Hou Po" (厚朴 (zh)). Les indications sont les refroidissements, les inflammations de la gorge et le ballonnement abdominal.
Des molécules telles que l'honokiol et le magnolol présentes dans l'écorce ont potentiellement des effets anti-inflammatoires, antioxydants, anxiolytiques, neuroprotecteurs, anticancéreux et antidépresseurs.
Aujourd'hui, la plus grande partie de l'écorce utilisée pour l'usage domestique et commercial est fournie par des plantes de culture.